# فرنسيس وليامز (رياضياتي)
فرنسيس وليامز (بالإنجليزية: Francis Williams)‏ (و. 1702 – 1770 م) هو رياضياتي، وشاعر من مملكة بريطانيا العظمى، ولد في كينغستون، توفي عن عمر يناهز 68 عاماً.